# Estação Utinga (Santo André)
A Estação Utinga é uma estação ferroviária, pertencente à Linha 10–Turquesa da CPTM, localizada no bairro Utinga, no município de Santo André.

## História
Em abril de 1932 a São Paulo Railway anunciou a construção da estação Utinga, para atender ao distrito homônimo de Santo André. Em 1 de agosto de 1933 a estação era inaugurada. Em 1960 um novo prédio foi construído para atender a crescente demanda.
A estação Utinga foi transferida da gestão federal (CBTU) para a estadual (CPTM) em 1 de junho de 1994. No ano 2000 um pequeno grupo (composto em sua maioria por ciganos) invadiu um terreno localizado ao lado da estação, dando origem a Favela Utinga. Com o passar dos anos, o número de assaltos e arrastões nos arredores, dentro da estação e trens disparou (com os seus perpetradores buscando refúgio nos becos da favela).

### Projetos
Em 11 de maio de 2005 o consórcio de empresas Maubertec/Herjack foi contratado pela CPTM por R$ 845.974,00 (com aditivos o valor final do contrato foi de R$ 888.036,85) para elaborar projetos de reconstrução das estações Moóca, Ipiranga, Utinga e Prefeito Saladino. Em 29 de março de 2008, os projetos foram entregues. A CPTM os inscreveu no PAC, sendo contemplada na fase de pré-seleção. Com a crise econômica de 2014, diversos financiamentos do PAC foram cancelados, incluindo o de reconstrução das estações Moóca, Ipiranga, Utinga e Prefeito Saladino.

## Toponímia
Utinga vem da língua tupi e significa "água branca", através da junção dos termos 'y  ("água") e ting ("branco").

## Tabela
| Sigla | Estação | Inauguração         | Integração               | Plataformas | Posição    | Notas                                               |
| ----- | ------- | ------------------- | ------------------------ | ----------- | ---------- | --------------------------------------------------- |
| UTG   | Utinga  | 1 de agosto de 1933 | Bilhete Único da SPTrans | Laterais    | Superfície | Estação construída pela SPR Reconstruida pela RFFSA |

## Diagrama da estação
| 1 |

|  | ↑ a ↑ |

|  | ↕ b ↕ |

|  | ↓ c ↓ |

| 2 |

| 1 |

|  | ↑ a ↑ |

|  | ↕ b ↕ |

|  | ↓ c ↓ |

| 2 |

| 1 |

|  | ↑ a ↑ |

|  | ↕ b ↕ |

|  | ↓ c ↓ |

| 2 |

| 1 |

|  | ↑ a ↑ |

|  | ↕ b ↕ |

|  | ↓ c ↓ |

| 2 |

## Funcionamento da linha
| Linha       | Terminais                     | Estações | Principais destinos                                                                                               | Duração das viagens (min) | Intervalo entre trens (min) | Funcionamento da estação                                           |
| ----------- | ----------------------------- | -------- | --- | ------------------------- | --------------------------- | ------------------------------------------------------------------ |
| 10 Turquesa | Jundiaí ↔ Rio Grande da Serra | 31       | Franco da Rocha, Caieiras, São Paulo, São Caetano do Sul, Santo André, Mauá, Ribeirão Pires, Rio Grande da Serra. | 128                       | 5                           | Diariamente, das 4h00 às 0h00; Sábados, das 4h00 à 1h00 de domingo |